# Étoile variable de type ZZ Leporis

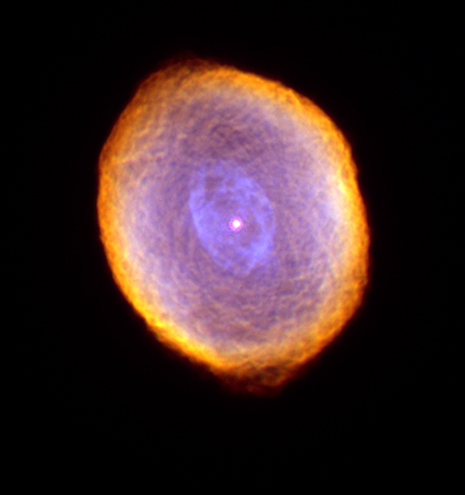
La nébuleuse du Spirographe, avec en son centre ZZ Leporis.

Une (étoile) variable de type ZZ Leporis est un type très rare d'étoile variable qui est observée au centre de certaines nébuleuses planétaires. Leur prototype, ZZ Leporis, est située au sein de la jeune nébuleuse planétaire IC 418. La variation de ces étoiles semble est produite principalement par deux mécanismes distincts, des pulsations de surface et les vents stellaires chauds qui masquent l'étoile. 
Leur variabilité périodique est observée sur deux échelles de temps différentes, la première est de l'ordre de plusieurs jours et la seconde de l'ordre de plusieurs heures. En date de 2013, il existe 14 variables de type ZZ Leporis connues. En plus de ZZ Lep elle-même, on peut citer l'étoile centrale de la nébuleuse planétaire NGC 6826 et l'étoile de la très jeune nébuleuse planétaire de l'Œil de Chat. 
Les étoiles de type ZZ Leporis sont des étoiles chaudes de types O et B qui produisent de forts vents stellaires qui soufflent les couches extérieures de leurs nébuleuses hôtes. Elles sont situées à l'intersection de la voie évolutive de la branche asymptotique des géantes avec la bande d'instabilité des pulsateurs de type β Cephei et traversent le diagramme HR sur des échelles de temps de quelques milliers d'années sous l'effet de la perte de masse. Ce type de variable particulière a été remarqué pour la première fois dans une série d'articles publiés par Mendez et al. dans les années 1980.

## Variabilité
Il est supposé que les variations de ZZ Leporis proviennent de deux mécanismes différents : des pulsations de surface et des variations du taux de perte de masse stellaire. Les pulsations, similaires à celles des pulsateurs de type β Cephei, sont expliquées par une dilation et une contraction périodique de la surface de l'étoile. Elles sont ainsi la cause des variations périodiques.
Les étoiles de type ZZ Leporis ont également montré des variations irrégulières. Une variation du taux de parte de masse stellaire pourrait être l'origine de ces variations. En effet, des observations spectroscopiques montre des preuves claires de vents stellaire variables qui expliquent bien le profil de variations observé. Cette particularité a été remarquée dans une série d'articles publiés par Mendez et al. en 1983 et 1986 portant sur l'étude de l'étoile centrale de la nébuleuse planétaire IC 418, remarquant des variations photométriques et spectroscopiques irrégulières et difficiles à expliquer de cet objet.
Les deux mécanismes de variabilité des étoiles ZZ Lep restent cependant peu claires en cause du comportement complexe de ces étoiles ainsi qu'un manque de données à l'appui. De plus, les étoiles ZZ Lep sont plutôt faibles et entourées de nébuleuses brillantes qui compliquent les mesures et leur interprétation.

## Prototype
Le prototype ZZ Leporis est une étoile en perte de masse stellaire, chaude, très lumineuse et peu massive. Elle est une étoile AGB d'un rayon de 1,8 R☉, une température effective de 36 700 à 46 000 K, une luminosité de 7 700 L☉, et une masse de 2,8 M☉. L'étoile éjecte de la masse, sous la forme d'une perte de masse stellaire. Le taux de perte de masse actuel est estimé 3,8 × 10−8 M☉/an-1 et la vitesse terminale des gaz éjectés est de ~450 km/s-1, ce qui crée une bulle de matière photosphérique autour de l'étoile. Cette bulle est entièrement composée de plasma chauffé à plus de 3 × 106 K, qui s'étend sur environ 0,01 pc (∼0,032 6 al). Il existe une deuxième bulle de vent stellaire visible en rayons X qui marque du gaz chauffé à de très hautes températures et il semble que cette deuxième bulle de rayons X soit liée à la première, même si la bulle de rayons X présente une densité plus importante.
Son type spectral a été estimé à plusieurs reprises, et il existe donc plusieurs variantes. Les spectres les plus communément observés sont O4f et O7f. Les deux indiquent une étoile de hautes températures, et marquée par des raies d'émissions d'azote et d'hélium ionisé. Deux autres variantes, très similaires, sont Of-WR et WC. Toutes deux marquent les particularités d'une étoile Wolf-Rayet, marquée par une raie d'émission d'azote dans le spectre Of-WR, et une étoile Wolf-Rayet marquée par de fortes raies de carbone dans le spectre WC. Les deux spectres de Wolf-Rayet, Of-WR et WC, donnent le signe d'un profil P Cygni pour ZZ Leporis,.

## Exemples
Les étoiles variables de type ZZ Leporis sont très rares et on ne connait actuellement qu'un petit nombre de ces étoiles. Il existe un cas très similaire à ZZ Leporis qui a été identifié dans la nébuleuse de l'Œil de Chat. Cette dernière abrite une étoile du type Wolf-Rayet, avec une température effective d'environ 80 000 K. Elle est environ 10 000 fois plus lumineuse que le soleil, et son rayon est d'environ 0,65 celui du soleil. Une analyse spectroscopique montre que l'étoile perd de la masse sous forme d'un vent stellaire à une vitesse d'environ 20 milliards de tonnes par seconde. La vitesse de ce vent est d'environ 1 900 km/s. Les calculs indiquent que l'étoile centrale pèse actuellement un peu plus d'une masse solaire, mais des calculs théoriques de l'évolution impliqueraient qu'elle ait une masse d'environ 5 masses solaires. L'âge cinématique du cœur brillant de la nébuleuse a été estimé à 1 039 ± 259 ans en 1999, et la phase de variable de ZZ Leporis qu'entreprend son étoile est datée du même âge.
Il existe également un autre cas de variable de ZZ Leporis, HD 186924, qui a pu être identifié grâce aux données du télescope spatial Kepler. Ce cas est l'étoile centrale de la jeune nébuleuse planétaire NGC 6826, qui est connue pour clignoter.